# Гербель
Гербель (нем. Härbel) — русский дворянский род.

## Происхождение и история рода
Родоначальник, Николай Гербель (нем. Nicolaus Friedrich Härbel; 1688—1724), архитектор, приехал в Россию из Базеля в 1719 году на службу русскому правительству.
- - Сын его, Родион Николаевич (Рудольф, 1716—1780[2]), был инженер-генерал-поручиком.
    - Василий Родионович (Вилим, 1751—1808) — бригадир артиллерии
      - Василий Васильевич (Вилим Вилимович, 1790—1870) — генерал-лейтенант, участник Наполеоновских войн, командир Шосткинских пороховых заводов.
        - Николай Васильевич (1827—1883) — поэт-переводчик; жена — Ольга Ивановна (рожд. Соколова 1840—1883) — переводчица[3].

    - Густав Родионович (1753 — ?) — генерал-лейтенант артиллерии, кавалер ордена св. Владимира 4-й степени.
      - Карл Густавович (1788—1852) — русский генерал, кавалер ордена св. Георгия 3-й степени.
        - Даниил Карлович (1819—1873) — генерал-лейтенант.
        - Николай Карлович (1837—1883) — поэт и публицист, писал под псевдонимом Эмбах[4]
          - Сергей Николаевич (1856—1936) — государственный деятель Российской империи, председатель Совета Министров («отаман-министр») Украинской Державы с ноября по декабрь 1918 года.

Род внесён в III часть родословной книги Санкт-Петербургской губернии.

## Описание герба
В щите, разделённом перпендикулярно на два поля: серебряное и красное посередине горизонтально изображена голубая полоса с тремя на ней шестиугольными золотыми звездами.
Щит увенчан дворянскими шлемом и короной. Нашлемник: два орлиных чёрных крыла и между них золотая шестиугольная звезда. Намёт на щите красный, подложенный серебром. Герб рода Гербель внесён в Часть 5 Общего гербовника дворянских родов Всероссийской империи, стр. 134.